# Behati Prinsloo
Behati Prinsloo-Levine (ur. 16 maja 1988 w Grootfontein) – namibijska modelka.

## Życiorys
Urodziła się w Namibii w miasteczku Grootfontein w rodzinie Afrykanerów namibijskich, wychowywała się na farmie na obrzeżach miasta. W wieku 16 lat została odkryta w supermarkecie w Kapsztadzie w Południowej Afryce przez Sarah Doukas, założycielkę agencji Storm Model Management. Po kilku dniach odwiedziła ich agencję. Po zrobieniu kilku zdjęć została zabrana do Londynu, gdzie podpisała kontrakt i rozpoczęła karierę jako modelka. W lutym 2009 wystąpiła na okładce rosyjskiego Vogue. Brała udział w kampaniach takich projektantów i firm jak Adore, Aquascutum, Chanel, H&M, Hugo Boss, Kurt Geiger, Marc by Marc Jacobs, Max Studio, Nina Ricci, Princesse Tam Tam, Seafolly. Brała udział w pokazach Prady, Paul Smith, Shiatzy Chen, Vera Wang, Marc Jacobs, Proenza Schouler, Versace, Chanel, Missoni i DKNY. Została twarzą Seafolly na rok 2012.
Od 2007 roku bierze udział w prestiżowym Victoria’s Secret Fashion Show. Od 2009 roku jest Aniołkiem Victoria’s Secret. W latach 2008–2011 była twarzą linii ubrań Pink. Zagrała w teledysku „Rich Girls” grupy The Virgins, pojawiła się w pierwszym odcinku reality show MTV, The City, zagrała w serialu Hawaii Five-0. Behati jest zaangażowana w działalność charytatywną na rzecz ofiar trzęsienia Ziemi w Haiti.

## Życie prywatne
Prinsloo jest przedstawicielką niemal ćwierćmilionowej mniejszości białoskórych Namibijczyków. Jej ojczystym językiem jest popularny wśród białoskórych mieszkańców Afryki Południowej afrikaans. Zanim zaczęła pracować jako modelka, planowała zostać biologiem. Jej ojciec jest pastorem w Namibii. Jej przyjaciółką jest kanadyjska modelka – Coco Rocha. Spotykała się z brytyjskim modelem Jamiem Strachanem.
Od 2014 r. jej mężem jest piosenkarz i frontman Maroon 5 Adam Levine, 21 września 2016 roku na świat przyszła ich córka Dusty Rose Levine. 16 lutego 2018 Prinsloo i Levine ogłosili narodziny drugiej córki – Gio Grace.